# Rachid El Hazoume Aamay
Rachid El Hazoume Aamay (Targa Wassay, 19 de octubre de 1992) es un artista marcial mixto marroquí que compite en la categoría de peso pluma de Ultimate Warrior Challenge México.

## Primeros años

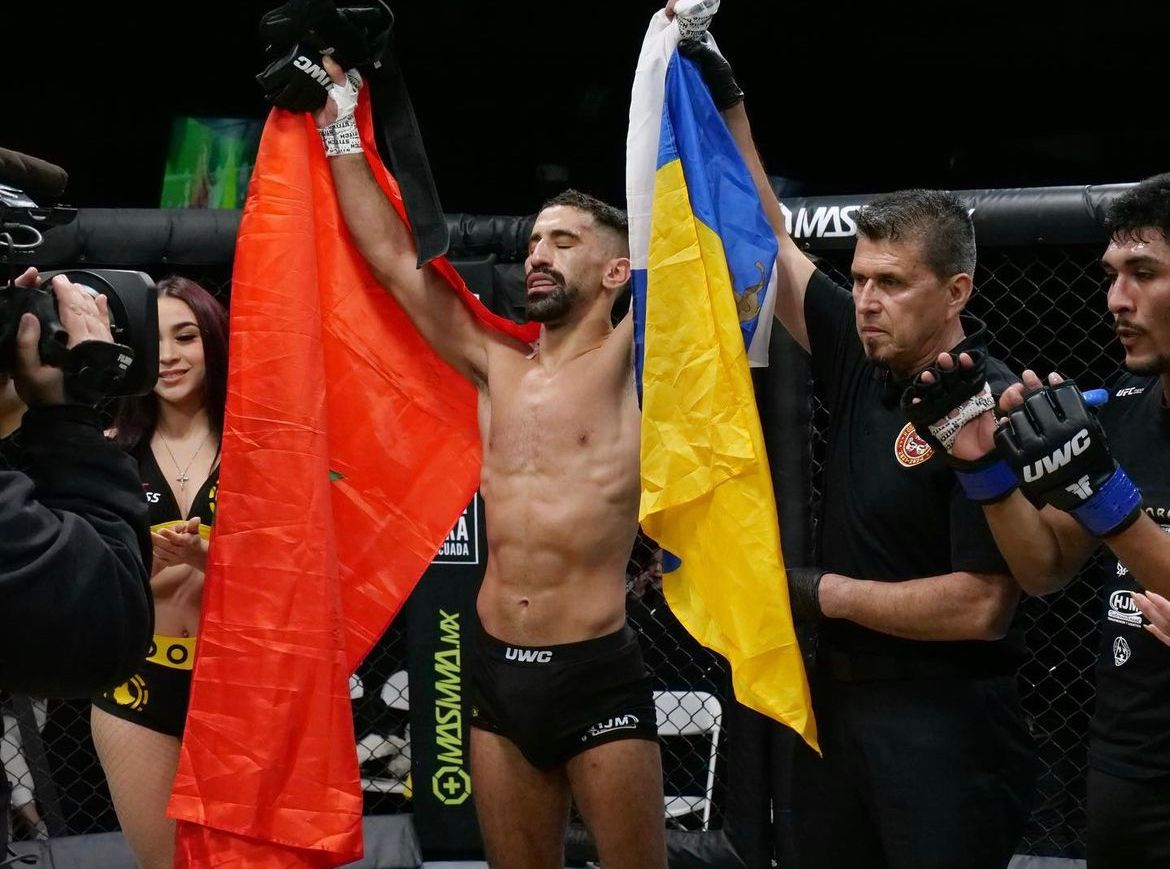
Rachid Haz celebrando la victoria tras su combate en el UWC 41.

Rachid nació en Targa Wassay, Marruecos. Es hijo de padres marroquíes. A los 13 años comenzó a practicar K1 y MMA en Las Palmas de Gran Canaria en el gimnasio Jet Global Club. En 2011 debutó como profesional Español en eventos locales.
En 2018 hizo su primera pelea internacional en el M4TC 28 : KO Cancer. Ese mismo año se trasladó a vivir a Inglaterra; allí comenzó a entrenar en el SBG durante 3 años. En el transcurro de esos años participó en 3 peleas profesionales con un registro de dos victorias y una derrota.

"Entrenar en un equipo que tiene por lo menos 20 luchadores profesionales te aporta muchísimo incluso sin darte cuenta. Entreno con Saul, Davey, Alex, Matt, Martin Stapleton, etc., todos los luchadores con mucha experiencia en UFC, Bellator, Cage Warriors, ACB… . El tipo de lucha que ellos tienen es totalmente diferente al que estaba acostumbrado, tienen un striking muy fuerte y todos los días aprendo algo nuevo con ellos; tienen un estilo de lucha muy agresivo y eso te ayuda a acostumbrarte a elevar tu nivel de intensidad, que es lo que de una manera o de otra te da ese extra para hacer buenas peleas y lograr ese estilo que buscan las grandes promotoras.Al principio me costó unirme al equipo porque cuando tomé la decisión no hablaba nada de inglés, así que cuando llegué al gym no nos entendíamos. Entrenar en el equipo profesional de SBG no es nada fácil, yo tenía mucha confianza en mis posibilidades, pero el tema del idioma era un problema. Llegaba al punto en el que mi entrenador Karl (en paz descanse), del SBG Pro me hacía preguntas sobre de dónde vengo, cuál era mi récord, etc. y yo no entendía nada (risas). Un día llegó un compañero de entrenamiento a una clase de JJB que podía traducirme y por fin pude comunicarme con ellos y empezar a entrenar con el equipo Pro. Costó bastante pero valió la pena, además he estado aprendiendo inglés y la comunicación con el equipo es mucho más fluida ahora.

La verdad es que comencé muy joven, cuando tenía 13 años abrieron un gimnasio de kick boxing en el parque donde solía ir a jugar al fútbol con mis amigos. Ellos comenzaron a entrenar allí y al cabo de un tiempo me dio por acompañarlos, me di cuenta bastante rápido de que se me daba mejor que el fútbol, lo cual tampoco era muy difícil (risas).

Comencé entrenando allí con Michel Ortega, aunque a los pocos meses cerró el gimnasio y Ortega se marchó el gimnasio de Juanfra Espino, y yo lo seguí. En este nuevo gimnasio empecé a descubrir muchas otras modalidades de combate y, como una forma de alejarme de la calle, empecé a compaginar el kick con la capoeira, con Thiago Martins. Un día Thiago me regaló un kimono de Jiu Jitsu y empecé a mezclar mi entrenamiento de striking con trabajo de suelo; y el resto es historia." Nos contó Rachid.

## Carrera de artes marciales mixtas
Después de los años en Inglaterra se mudó en el 2019 a Las Vegas, Nevada donde entrenó en el syndicate MMA con John Wood. Su objetivo principal era llegar a pelear en la UFC. Después de su paso por Las Vegas, ha participado en dos eventos de la Ultimate Warrior Challenge México (UWC), ediciones 31 y 35, en Tijuana representando al gimnasio con el cual entrenaba en Las Vegas Syndicate MMA en el que se llevó las dos victorias.
Actualmente posee un récord en la categoría profesional de 10-2.
A treves de los años Rachid ha tenido una larga y fructífera trayectoria en la cual ha representado a sus gimnasios y países en numerosas ocasiones.
Rachid ganó el campeonato de MMA de España masculino en la categoría 60kg en el mes de septiembre en la ciudad de Bilbao compitiendo con la federación canaria y con el gym jet global.
En el 2015 logró ser campeón de K1 tras participar en 3 combates en la competición, llevándose el oro en Sevilla, España. 
En el 2017 se proclamó campeón Europeo de NAGA tras tres peleas de jiu jitsu brasileño en Amiens, Francia.
En el 2021 logró el tercer puesto en el Campeonato de España Grappling GI y ser campeón en el Spain BJJ Cup.
En 2022 debutó en la jaula de Ultimate Warrior Challenge México. El 25 de febrero fue el primer marroquí que participe en la UWC. Bajo la cautela de Raúl Arvizu  llegó a la capital de las AMM mexicanas (Tijuana) con un nuevo horizonte por delante. El combate finalizó con victoria para el en el primer asalto (minuto 4:27) con una sumisión. 

Tengo mucho gusto por la oportunidad en UWC, dejar a mis seres queridos tan lejos y venir a aquí a buscar un sueño y objetivo, trabajo duro día a día y van a disfrutar del espectáculo

Comentó Rachid recientemente, muy motivado para su nuevo combate.
Después de este gran debut no se quedó atrás y ganó otro combate, considerado el mejor de la noche, en la UWC 35 por decisión de los jurados después de los 3 rondas.
El 30 de septiembre de 2022 tuvo un combate (combate coestelar) en la UWC 38 donde se llevó una meritoria victoria contra Leonardo Morales por decisión de los jurados. Leonardo combatió dos veces en la UFC contra dos luchadores que siguen activos en la empresa. Gracias a esta victoria ha subido su historial a un 11-2 que demuestra su proceso a lo largo de su trayectoria.
Rachid sigue muy activo y cada vez más cerca de su sueño que es pelear en la UFC. El 24 de febrero de 2023 combatió de nuevo en la UWC (esta vez la UWC 41) contra Victor Nuñes "Flow" en un combate a 3 asaltos. Se llevó una meritoria victoria a los 3:47 del tercer asalto por nocaout técnico . Esperemos que siga dando un gran nivel poniendo a Canarias y Marruecos en todo lo alto.
Como podemos ver en la tabla de abajo Rachid tiene un extenso historial desde el 2011. Empezando sus combates en las Islas Canarias, pasando por Inglaterra y finalmente en México.

## Récord en artes marciales mixtas
| Récord profesional | Récord profesional | Récord profesional |
| 18 peleas          | 15 victorias       | 3 derrotas         |
| ------------------ | ------------------ | ------------------ |
| KO/TKO             | 4                  | 1                  |
| Sumisión           | 6                  | 0                  |
| Decisión           | 5                  | 2                  |

| Resultado | Récord | Oponente          | Método                                     | Evento                             | Fecha                    | Ronda | Tiempo | Localización               |
| --------- | ------ | ----------------- | ------------------------------------------ | ---------------------------------- | ------------------------ | ----- | ------ | -------------------------- |
| Derrota   | 15-4   | Ali Taleb         | KO/TKO                                     | PFL MENA 4: Finals                 | 2024                     | 1     | 1:25   | Riad                       |
| Victoria  | 15-3   | Elias Boudegzdame | Decisión                                   | PFL MENA 3: Playoffs               | 20 de septiembre de 2024 | 3     | 5:00   | Riad                       |
| Victoria  | 14-3   | Xavier Alaoui     | Submission (Estrangulador trasero desnudo) | PFL MENA 1: Riyadh                 | 10 de puede de 2024      | 2     | 2:55   | Riad                       |
| Victoria  | 13-3   | Jesús Ramos       | TKO                                        | UWC 47                             | 25 de agosto de 2023     | 3     | 5:00   | Tijuana                    |
| Derrota   | 12-3   | Frans Mlambo      | Decisión                                   | PFL Europe 2: 2023 Regular Season  | 8 de julio de 2023       | 3     | 5:00   | Berlin                     |
| Victoria  | 12-2   | Victor Nuñes      | TKO                                        | UWC 41                             | 30 de septiembre de 2022 | 3     | 3:47   | Tijuana                    |
| Victoria  | 11-2   | Leonardo Morales  | Decisión                                   | UWC 38                             | 24 de febrero de 2023    | 3     | 5:00   | Tijuana                    |
| Victoria  | 10-2   | Ángel Rodríguez   | Decisión                                   | UWC 35                             | 24 de junio de 2022      | 3     | 5:00   | Tijuana                    |
| Victoria  | 9-2    | Francisco Benítez | KO/TKO                                     | UWC 31                             | 25 de febrero de 2022    | 1     | 4:27   | Tijuana                    |
| Derrota   | 8-2    | Yanis Ghemmouri   | Decisión                                   | UAE Warriors Arabia                | 22 de enero de 2021      | 3     | 5:00   | Abu Dhabi                  |
| Derrota   | 8-1    | Jordan Vucenic    | KO/TKO                                     | Celtic Gladiator                   | 27 de julio de 2019      | 3     | 1:50   | Essex                      |
| Victoria  | 8-0    | Adam Gregory      | KO/TKO                                     | Evolution Of Combat: Fight Night 3 | 15 de noviembre de 2019  | 1     | 1:55   | Morecambe                  |
| Victoria  | 7-0    | Bailey Gilbert    | Sumisión (Armbar)                          | M4TC 28: KO Cancer                 | 24 de noviembre de 2018  | 1     |        | Tyne and Wear              |
| Victoria  | 6-0    | Roman Stakhuv     | Sumisión                                   |                                    | 12 de octubre de 2016    | 1     |        | Bandera de España          |
| Victoria  | 5-0    | Roman Trujillo    | Decisión                                   |                                    | 6 de septiembre de 2014  | 3     |        | Los Llanos de Aridane      |
| Victoria  | 4-0    | Roman Trujillo    | Sumisión (Triangle Choke)                  |                                    | 22 de junio de 2013      | 1     |        | Santa Cruz De La Palma     |
| Victoria  | 3-0    | Agoney Romero     | KO/TKO                                     |                                    | 17 de diciembre de 2011  | 1     |        | Las Palmas de Gran Canaria |
| Victoria  | 2-0    | Marcos Figueras   | Sumisión (Armbar)                          |                                    | 14 de mayo de 2011       | 1     |        | Las Palmas de Gran Canaria |
| Victoria  | 1-0    | Alexis Cabrera    | Sumisión (triangle choke)                  |                                    | 15 de enero de 2011      | 1     |        | Las Palmas de Gran Canaria |